# Rocío Morgan Franco
Rocío del Carmen Morgan Franco (Monterrey, Nuevo León, 12 de marzo de 1967) es una política mexicana, miembro del Partido Acción Nacional (PAN). Ha sido en dos ocasiones diputada federal.

## Biografía
Es licenciada en Ciencias de la Comunicación egresada del Instituto Tecnológico y de Estudios Superiores de Occidente (ITESO) y un diplomado de Análisis político por la Universidad de Guadalajara.
Miembro del PAN desde 1983. Entre 1988 a 1990 fue editora en el periódico Noroeste de Culiacán, de 1990 a 1991 el mismo cargo en el periódico El Occidental de Jalisco y en 1991 coeditora diurna nuevamente en el periódico Noroeste.
De 1990 a 1991 fue jefa de prensa del grupo parlamentario del PAN en el Congreso del Estado de Sinaloa y de 1991 a 1994 secretaria de Comunicación del comité estatal del PAN en Sinaloa; simultáneamente, de 1992 a 1995 fue diputada suplente al Congreso de Sinaloa, pero nunca asumió la titularidad. De 1994 a 1995 fue presidenta, jefa de comunicación, publicidad y prensa de la campaña del candidato del PAN a la gubernatura de Jalisco, Alberto Cárdenas Jiménez.
Al asumir Cárdenas Jiménez la gubernatura, la nombró jefa de monitoreo y análisis informativo de la dirección de Comunicación Social del gobierno de Jalisco, que ocupó de 1995 a 1997. Este último año fue elegida por primera ocasión diputada federal por la vía de la representación proporcional a la LVII Legislatura que concluyó en 2000 y en la cual ocupó los cargos de presidenta de las comisiones Bicameral para el proyecto del canal de televisión del Congreso de la Unión; y, de Radio, Televisión y Cinematografía; así como secretaria del comité de Comunicación Social; e integrante de las comisiones de Asuntos Indígenas; y, de Deporte.
Al concluir el cargo anterior, de 2001 a 2003 fue jefa de relaciones públicas y atención ciudadana en la secretaría de Vialidad y Transporte del gobierno de Jalisco, por nombramiento del gobernador Francisco Ramírez Acuña y de 2004 a 2006 fue regidora del ayuntamiento de Zapopan.
En 2006 fue elegida por segunda ocasión diputada federal, esta vez a la LX Legislatura por el mismo principio de representación proporcional y en el que permaneció hasta 2009. En esta legislatura fue secretaria de la comisión de Radio, Televisión y Cinematografía; e integrante de las comisiones de Equidad de Género; Especial para dar Seguimiento a las Agresiones a Periodistas y Medios de Comunicación; Especial para la Promoción del Acceso Digital a los Mexicanos; y, de Fortalecimiento al Federalismo.